# Ligne Hakushin
La ligne Hakushin (白新線, Hakushin-sen) est une ligne ferroviaire de la préfecture de Niigata au Japon. Elle relie la gare de Niigata à celle de Shibata. La ligne fait partie du réseau de la East Japan Railway Company (JR East).

## Histoire
La ligne Hakushin a ouvert le 23 décembre 1952 entre les gares de Shibata et Kuzutsuka (aujourd'hui Toyosaka). Le 15 avril 1956, la ligne est prolongée jusqu'à Niigata.

## Caractéristiques

### Ligne
- longueur : 27,3 km
- écartement des voies : 1 067 mm
- électrification : 1 500 Vcc
- vitesse maximale : 120 km/h
- nombre de voies : 
  - double voie de Niigata à Niizaki,
  - voie unique de Niizaki à Shibata.

### Tracé
|  |

### Liste des gares

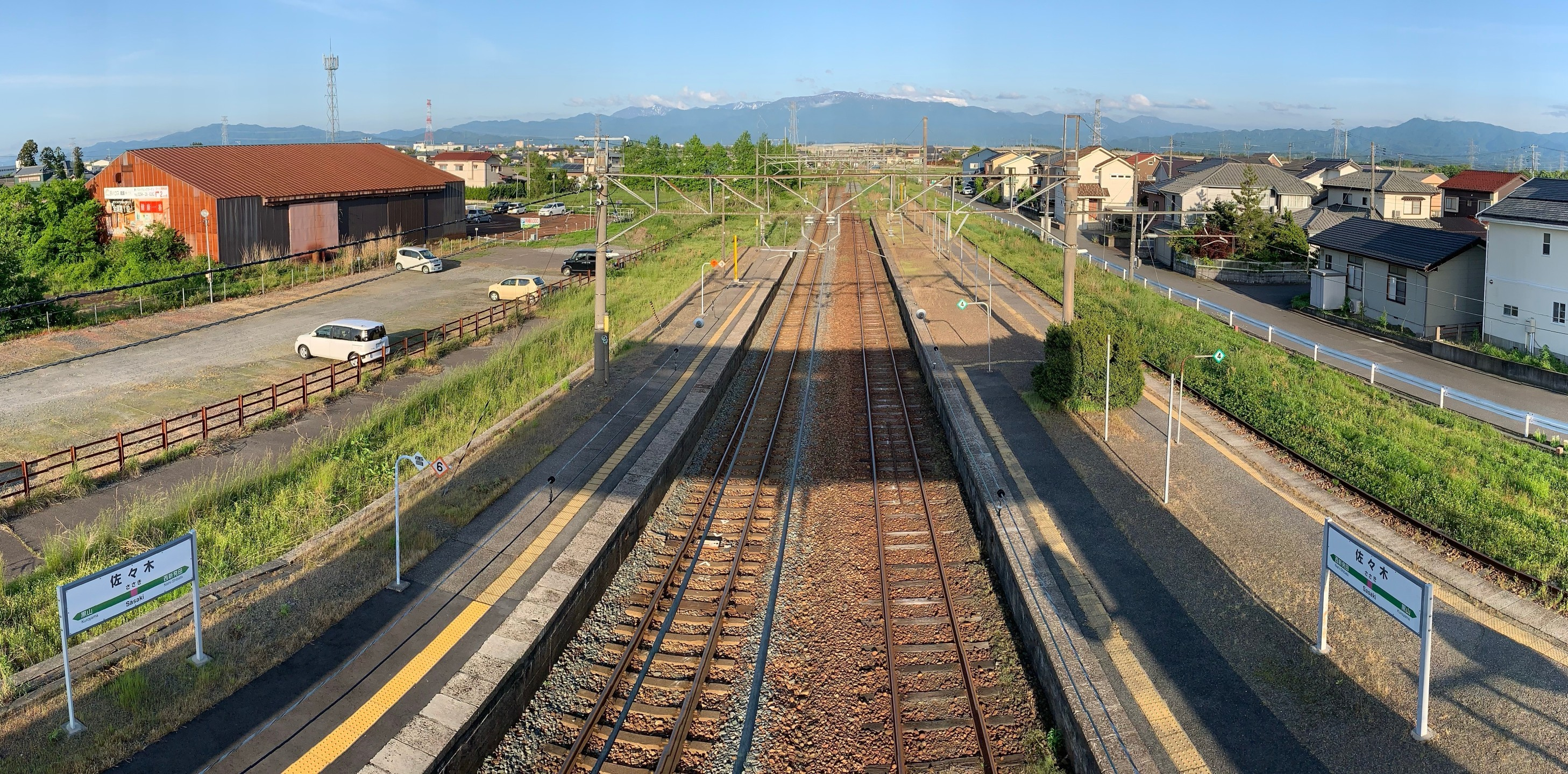
La ligne à Sasaki.

La ligne Hakushin comporte 10 gares.
| Gare            | Nom japonais | Distance depuis Niigata (km) | Correspondances                                | Localisation |
| --------------- | ------------ | ---------------------------- | ---------------------------------------------- | ------------ |
| Niigata         | 新潟         | 0                            | JR East : Jōetsu Shinkansen, Shin'etsu, Echigo | Niigata      |
| Higashi-Niigata | 東新潟       | 5,0                          |                                                | Niigata      |
| Ōgata           | 大形         | 7,0                          |                                                | Niigata      |
| Niizaki         | 新崎         | 9,6                          |                                                | Niigata      |
| Hayadōri        | 早通         | 11,5                         |                                                | Niigata      |
| Toyosaka        | 豊栄         | 15,0                         |                                                | Niigata      |
| Kuroyama        | 黒山         | 18,0                         |                                                | Niigata      |
| Sasaki (ja)     | 佐々木       | 21,0                         |                                                | Shibata      |
| Nishi-Shibata   | 西新発田     | 24,3                         |                                                | Shibata      |
| Shibata         | 新発田       | 27,3                         | JR East : Uetsu (interconnexion)               | Shibata      |